# محوطه گبر حصار
محوطه گبر حصار مربوط به دوره سلجوقیان تا دوره تیموریان است و در اسفراین، ۳۵ کیلومتری شهر واقع شده و این اثر در تاریخ ۸ مرداد ۱۳۸۱ با شمارهٔ ثبت ۵۹۰۷ به‌عنوان یکی از آثار ملی ایران به ثبت رسیده‌است.